# 帕特里克·夏普
帕特里克·夏普（英語：Patrick Sharp，1981年12月27日—），加拿大男子冰球运动员，场上位置是前锋。他曾代表加拿大国家队参加2014年冬季奥林匹克运动会冰球比赛，获得一枚金牌。